# Gunungreja
Gunungreja is een bestuurslaag in het regentschap Cilacap van de provincie Midden-Java, Indonesië. Gunungreja telt 3139 inwoners (volkstelling 2010).